# الدهو
الدهو؛ هي هجر تابع لمحافظة الأحساء في المنطقة الشرقية في المملكة العربية السعودية، تقع في الشمال الغربي من الأحساء، كما يطلق عليها أيضا خليفة، وهو الاسم المنتسر بين السكان، أسسها محمد بن قبلان الدوسري في عام 1978.

## الموقع
تقع الدهو علي بعد 215 كيلومترًا من الهفوف، تبعد عن أقرب هجر عنها وهو خريص 60 كيلومتر. وتبعد الهجر عن الأحساء 220 كيلومترًا.

## السكان
بلغ عدد سكان الدهو 600 نسمة في عام 2003

## المرافق
يوجد مدرسة للبنين تشمل المرحلة الأبتدائية والمتوسطة، كما يوجد مدرسة للبنات تسمل المرحلة الأبتدائية. ومركز للدفاع المدني أفتتح في عام 2011. ويوجد أيضًا 3 محطات للبنزين، وكما يوجد أربعة مساجد في الهجر.

## الطبيعة
توجد بعض المنخفضات، ويطلق عليها السكان الدحول، تذهب إليها الطيور خاصة الحمام البري لوجود مياة نابعة. وهذة الدحول تبعد عن الهجر 40 كيلومتر.